# ويليام جيساب
ويليام جيساب (بالإنجليزية: William Jessup) هو محامي وقاضي أمريكي، ولد في 21 يونيو 1797 في ساوثهامبتون ‏ في الولايات المتحدة، وتوفي في 11 سبتمبر 1868 في مونتروز في الولايات المتحدة.